# France Culture
France Culture este postul de radio cultural național public francez aparținând grupului Radio France. Oferă o analiză a știrilor economice, istorice, politice, literare și științifice franceze și internaționale. A fost fondat sub acest nume în 1963, dar a existat anterior sub alte nume.

## Istoric
La 20 august 1944, la 22:31, Radiodifuziunea Națiunii Franceze a transmis La Marseillaise din Studioul Național de Testare a Radiodifuziunii Vichy din Paris controlat de Rezistența franceză, sub conducerea lui Pierre Schaeffer. Când a fost creat un al doilea program național de radio, Le Program parisien, primul canal a luat numele de Program național la 14 ianuarie 1945 și a beneficiat de rețeaua a aproximativ douăzeci de emițătoare regionale de undă medie reconstruite după Eliberare. Un sondaj al ziarului „Programul Radio” realizat în septembrie 1947 în rândul ascultătorilor francezi a atribuit programului național o cotă de audiență de 24%, chiar în urma Radio-Luxembourg, deși programele sale generale, dar cu caracter cultural perceput ca auster, erau mai puțin populare și distractive decât cele ale radioului periferic sau ale Programului parizian.
Confruntat cu succesul Paris-Inter, care s-a impus ca marele radio generalist al radiodifuziunii franceze, Programul Național și-a pierdut supremația în timpul reorganizării rețelei de radiodifuziune RTF din 29 decembrie 1957 și a fost redenumit France III- National, devenind canalul culturii și artei care reflecta toată activitatea intelectuală franceză la cel mai înalt nivel. În octombrie 1963, numărul canalelor radio RTF a fost redus la trei. Producțiile de prestigiu ale France II și programele culturale ale France III-National au fost reunite într-un nou program care a purtat numele de RTF Promotion. La 8 decembrie 1963, France Culture a primit numele actual, în urma concursului „Baptême RTF 64” lansat ascultătorilor cu ocazia deschiderii Maison de la Radio.
La 1 ianuarie 1975, France Culture a devenit unul dintre cele patru canale ale noii companii naționale de radiodifuziune Radio France, rezultat din destrămarea ORTF.
În 2012, pe baza unei idei originale a lui Emmanuel Ethis, președintele Universității din Avignon, responsabil cu problemele culturii și comunicării la Conferința președinților universităților, France Culture a lansat „France Culture Plus”, un radio pe internet pentru elevi. Din 2016, site-ul France Culture Plus dispare și fuzionează cu site-ul France Culture în secțiunea Conferințe.

## Sloganuri
- „Radioul aparține celor care îl ascultă” (1963)
- „Plăcerea în minte” (1988)
- „Lumea aparține celor care o ascultă” (1995)
- „Schimbă-ți punctul de vedere” (2007)
- „Și totul se luminează” (2009)
- „France Culture este pentru tine! "(2013)
- „Cultura Franței, spiritul deschiderii” (2017)[4]
- „Pentru vacanțe, bagajul tău este France Culture” (vara 2018)

## Directori generali
- Agathe Mella (1973-1975)
- Yves Jaigu (1975-1984)
- Jean-Marie Borzeix (1984-1997)
- Patrice Gélinet (1997-1999)
- Laure Adler (1999-2005)
- David Kessler (2005-2008)
- Bruno Patino (2008-2010)
- Olivier Poivre d'Arvor (2010-2015)
- Sandrine Treiner (2015-2019)